# 馬塞爾·迪沙拿德
馬塞爾·迪沙拿德(Marcel Tisserand，出生於1993年1月10日）是剛果民主共和國的職業足球運動員，司職中後衛右後衛，現效力於沙特职业足球联赛球會卡赫利（伊蒂法克外借）。